# رودریگو فاوست
رودریگو فاوست (انگلیسی: Rodrigo Faust؛ زادهٔ ۱۴ سپتامبر ۱۹۹۵) بازیکن فوتبال اهل آرژانتین است.
از باشگاه‌هایی که در آن بازی کرده‌است می‌توان به باشگاه فوتبال اتلتیکو هوراکان اشاره کرد.